# Contea di San Juan (Colorado)
La contea di San Juan in inglese San Juan County è una contea dello Stato del Colorado, negli Stati Uniti. La popolazione al censimento del 2000 era di 558 abitanti. Il capoluogo di contea è Silverton.

## Città e comuni
- Silverton